# Varennes-le-Grand
Varennes-le-Grand ist eine französische Gemeinde mit 2.287 Einwohnern (Stand: 1. Januar 2022) im Département Saône-et-Loire in der Region Bourgogne-Franche-Comté. Sie gehört zum Arrondissement Chalon-sur-Saône und zum Kanton Saint-Rémy. Die Bewohner werden Varnois und Varnoises genannt.

## Geografie
Varennes-le-Grand liegt etwa 7,5 Kilometer südlich von Chalon-sur-Saône an der Saône, die die östliche Gemeindegrenze bildet. Umgeben wird Varennes-le-Grand von den Nachbargemeinden Saint-Loup-de-Varennes im Norden und Nordwesten, Épervans im Norden und Nordosten, Ouroux-sur-Saône im Osten, Marnay im Südosten, Saint-Cyr im Süden, Saint-Ambreuil im Süden und Südwesten sowie La Charmée im Westen.
Durch die Gemeinde führt die Autoroute A6 und die frühere Route nationale 6 (heutige D906). Der ehemalige Haltepunkt der Gemeinde liegt an der Bahnstrecke Paris–Marseille.

## Bevölkerungsentwicklung
| Jahr      | 1962 | 1968 | 1975 | 1982 | 1990 | 1999 | 2006 | 2012 | 2020 |
| Einwohner | 1019 | 993  | 1014 | 1181 | 1298 | 2058 | 2269 | 2267 | 2331 |

## Trivia
Seit 1991 besteht hier eine Haftanstalt mit ca. 200 Plätzen.